# Бозкыр
Бозкыр (тур. Bozkır) — город в провинции Конья Турции. Его население составляет 7,633 человек (2009). Высота над уровнем моря — 1117 м.